# Westwood (Iowa)
Westwood és una població dels Estats Units a l'estat d'Iowa. Segons el cens del 2000 tenia 127 habitants.

## Demografia
Segons el cens del 2000, Westwood tenia 127 habitants, 46 habitatges, i 43 famílies. La densitat de població era de 326,9 habitants/km².
Dels 46 habitatges en un 34,8% hi vivien nens de menys de 18 anys, en un 93,5% hi vivien parelles casades, en un 0% dones solteres, i en un 6,5% no eren unitats familiars. En el 6,5% dels habitatges hi vivien persones soles el 4,3% de les quals corresponia a persones de 65 anys o més que vivien soles. El nombre mitjà de persones vivint en cada habitatge era de 2,76 i el nombre mitjà de persones que vivien en cada família era de 2,86.
Per edats la població es repartia de la següent manera: un 23,6% tenia menys de 18 anys, un 3,9% entre 18 i 24, un 13,4% entre 25 i 44, un 46,5% de 45 a 60 i un 12,6% 65 anys o més.
L'edat mediana era de 49 anys. Per cada 100 dones de 18 o més anys hi havia 98 homes.
La renda mediana per habitatge era de 89.522 $ i la renda mediana per família de 90.571 $. Els homes tenien una renda mediana de 63.438 $ mentre que les dones 28.750 $. La renda per capita de la població era de 33.677 $. Cap de les famílies estaven per davall del llindar de pobresa.

## Poblacions més properes
El següent diagrama mostra les poblacions més properes.